# 스트시주프군

포트카르파츠키에주 지도에 표시된 스트시주프군의 위치

스트시주프군(폴란드어: powiat strzyżowski)은 폴란드 포트카르파츠키에주에 위치한 군으로 군청 소재지는 스트시주프이며 면적은 503.36km2, 인구는 61,505명(2019년 기준), 인구 밀도는 120명/km2이다.
북쪽으로는 로프치체셍지슈프군, 북동쪽으로는 제슈프군, 남동쪽으로는 브조주프군, 남쪽으로는 크로스노군, 남서쪽으로는 야스워군, 북서쪽으로는 뎅비차군과 접한다. 5개 지방 자치체(1개 도시형 농촌, 4개 농촌)를 관할한다.

군기
군 문장